# 3168 Lomnický Štít
3168 Lomnický Štít eller 1980 XM är en asteroid i huvudbältet som upptäcktes den 1 december 1980 av den tjeckiske astronomen Antonín Mrkos vid Kleť-observatoriet i Tjeckien. Den är uppkallad efter den tjeckiska meteorologen och astronomen Lomnický Štít.
Asteroiden har en diameter på ungefär 13 kilometer och den tillhör asteroidgruppen Eos.